# Сисимэ, Тору
Тору Сисимэ (яп. 志々目 徹, род. 8 марта 1992, Мияконодзё, Миядзаки) — японский дзюдоист, чемпион и призёр чемпионатов Японии, призёр чемпионатов Азии и мира.

## Карьера
Родился 8 марта 1992 года в городе Мияконодзё (префектура Миядзаки). Выступает в суперлёгкой весовой категории (до 60 кг). Дважды (2009—2010) побеждал на первенствах мира среди юниоров. Чемпион и призёр чемпионатов Японии: бронзовый (2014 и 2017 годы), серебряный (2012, 2015, 2019) и чемпион (2016). Бронзовый призёр Летней универсиады 2011 года Шэньчжэне. Многократный победитель и призёр этапов Большого шлема. Бронзовый (2014) и серебряный (2018) призёр Азиатских игр. Бронзовый призёр чемпионата мира 2015 года в Астане.